# 壯圍東港漁師廟
24°43′36″N 121°49′22″E / 24.726657°N 121.822742°E
壯圍東港漁師廟，是位於臺灣宜蘭縣壯圍鄉東港村的漁師大神廟，香火為大陳島人從故鄉大陳島漁師廟帶來，今主神視為唐朝詩人張志和。

## 沿革

沿革寫為1956年建立，並將主神漁師爺視為自號「煙波釣徒」的唐朝詩人張志和。

大陳島撤退，島民將各廟的神像攜帶至臺灣。其中三十六戶分配到至壯圍鄉東港村的仁愛新村後，集資建廟，以供奉原先島上祭拜的大陳島漁師廟漁師爺神像，成為宜蘭地區過去不曾祭祀過的神祇。祭拜時，豬肉會插上一把利刃，魚則用未烹煮的鮮魚。兩旁副祀土地公、地藏王菩薩。
至於當時挖洞的杜星亮，因有釀酒技術，從宜蘭調到埔里酒廠作紹興酒。定居在頭城鎮合興里忠孝新村的大陳人則帶走島上的媽祖像，並另外雕了一尊漁師爺，供奉當地的天后宮。政府雖然補助他們船隻，但由於對蘭陽沿海漁場不熟悉，漁業工法也不相同，難討生活，因而日後多搬離。2002年時仁愛新村的大陳島僅剩僅幾戶，不過每年農曆十月十三日誕辰日，這裡大陳新村的原住戶、散居各地的大陳人，也都會趕過來祭拜。

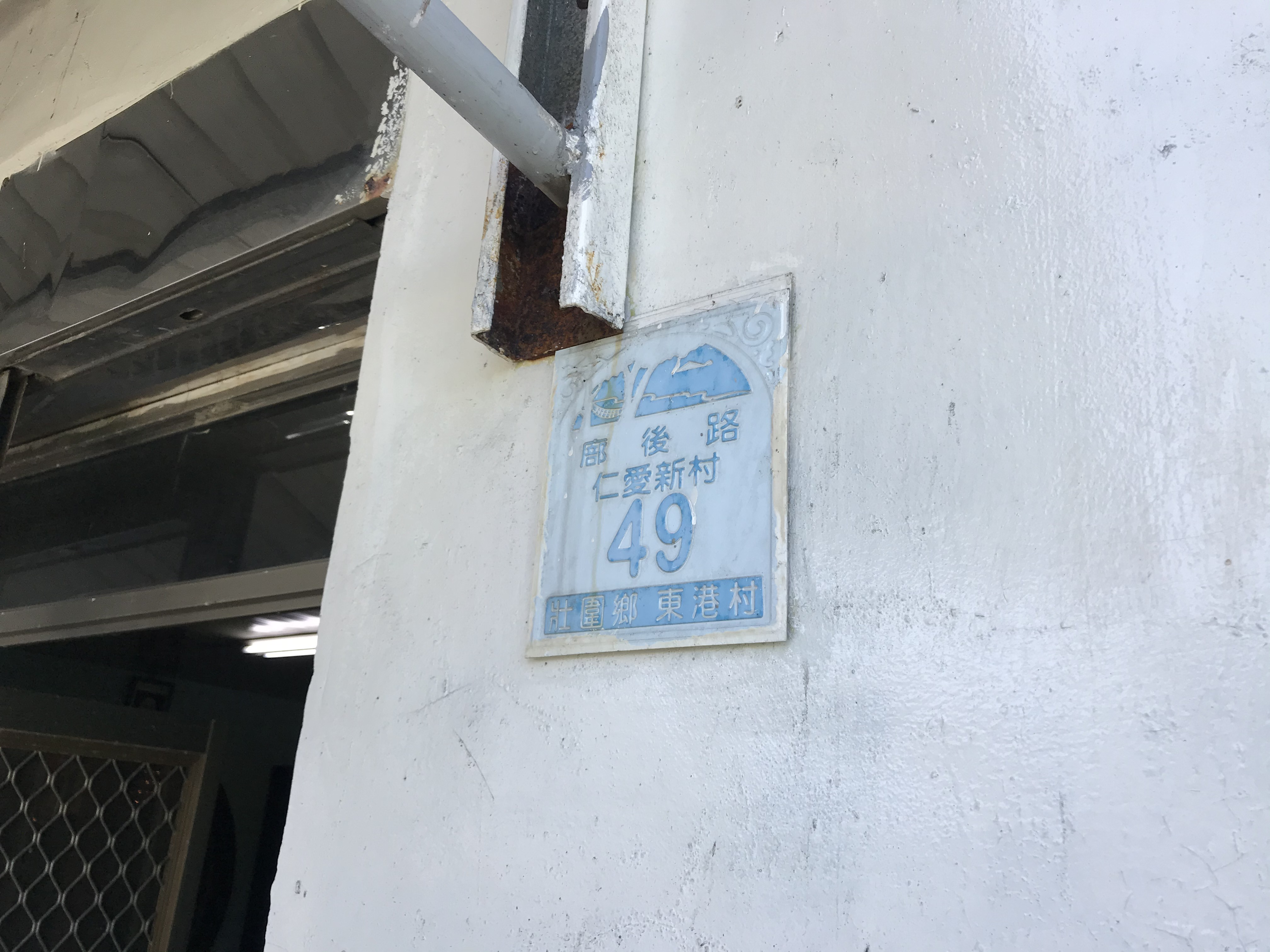
門牌